# Ohlsiepen
Der Ohlsiepen ist ein Siepen, der in Remscheid-Westhausen entspringt und linksseitig in Solingen wasserfallartig in die Wupper mündet. Er liegt im Naturschutzgebietes  „Wupper und Wupperhänge südlich Müngsten“.

## Umgebung und Flussverlauf
Verschiedene Tierarten wurden im Bereich des Ohlsiepen gefunden. Zum Beispiel wurden der Höhlenkrebs, die Köcherfliege, Hydraena gracilis, Elmis aenea und Feuersalamander gesichtet.
Die felsigen Uferbereiche sind durch die Schatteneinwirkung auf Grund von Hainbuchen- und Eichenwald nur spärlich mit Moos, Farn und Gräsern bewachsen.
In der Strömung sind zahlreiche Kolke mit geringer Strömung vorhanden.
Im Bereich des Wupper-Talweges ist der Ohlsiepen verrohrt. In der Mündung gegenüber dem Wiesenkotten ist der Ohlsiepen wasserfallartig ausgeprägt. Mit hoher Geschwindigkeit fließt das Wasser hier über Schutt und Fels.

## Probleme

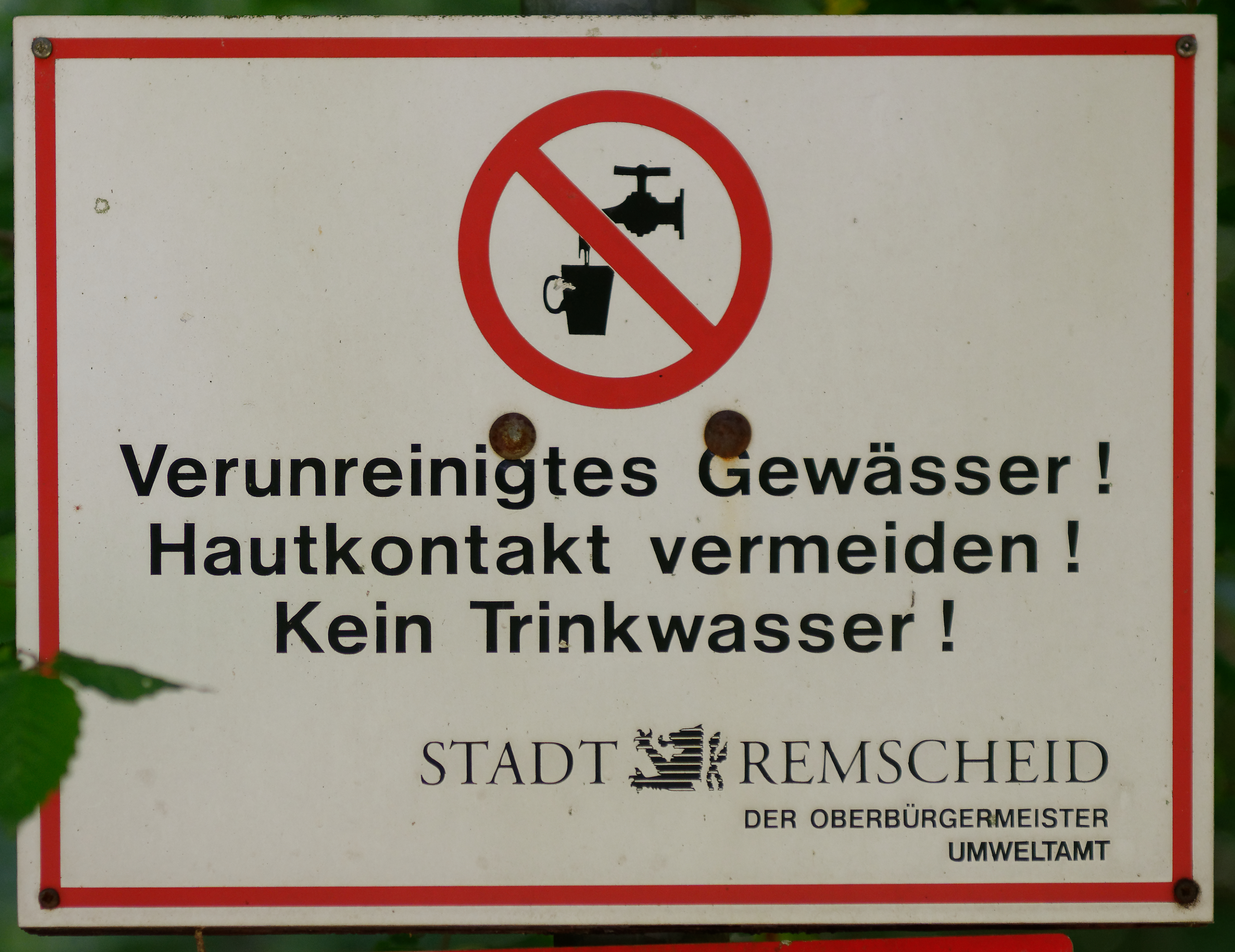

Der Ohlsiepen ist von der Quelle bis zur Mündung in die Wupper nahe dem Wiesenkotten vollständig vergiftet. Vor Hautkontakt mit dem Wasser wird seit 2015 auf zahlreichen Schildern gewarnt. Seit Frühling 2017 gibt es eine Ausschreibung für ein Gutachten zur Verbesserung der Wasserqualität.
Ursache der Verschmutzung war das Galvanik-Unternehmen Galvano Fischer in Remscheid-Reinshagen, welches Abwasser von 1954 bis 2014 einfach im Boden versickern ließ und so das Grundwasser bis zu 20 m in der Tiefe verunreinigte. Seit 1994 sind dort Chrom(VI), Chromate und Nickel nachgewiesen. Ein Gutachten aus 2019 geht von 13,5 t Chrom aus.
Für die Sanierung des Geländes des Galvanik-Betriebes werden etwa 15 Jahre benötigt. Die Kosten werden auf 3,45 Mio. Euro geschätzt. Für die Wupper ist dies ohne Folgen, da hier erheblich mehr Wasser zur Verfügung steht.

## Sanierung beendet
Die Schlussabnahme der Sanierung des Altlasten-Geländes erfolgte laut Mitteilungsvorlage 16/4082 vom 14.03.2023 der Stadt Remscheid (abrufbar im Ratsinformationssystem des städtischen Internetauftritts) am 28.02.23. Insgesamt 16.900 t belastetes Bodenmaterial bis in 3–4 m Tiefe wurde ausgekoffert, entsorgt und durch unbelastetes Material ersetzt. Die Kosten von 4,3 Millionen Euro blieben im vorgesehenen Rahmen. Da die Schadstoffbelastung bis in unerreichbare Felsschichten reicht, muss das Grundwasser-Monitoring trotz erfolgter Sanierung weiter für die Bäche Ohlsiepen und Westhauser Siepen betrieben werden.